# Vetlanda kyrka
 Vetlanda kyrka är en kyrkobyggnad  i Vetlanda i Växjö stift. Den är församlingskyrka i Vetlanda församling.

## Kyrkobyggnaden
Under 1100-talet uppfördes en kyrka på den plats där den nuvarande kyrkobyggnaden är belägen. Denna medeltida kyrka ersattes av en ny kyrka år 1724 som i sin tur revs redan 1797. Därefter byggdes den nuvarande kyrkan efter ritningar signerade av arkitekt Per Wilhelm Palmroth vid Överintendentsämbetet och uppfördes av stadsbyggmästare Georg Salvin och stadsmurmästare Peter Rydberg från Jönköping. Bygget påbörjades 1797, och den nya kyrkan invigdes 1803.
Denna nya kyrka påminde beträffande exteriören om Järeda kyrka. Men efter flera genomgripande förändringar återstår i dag mycket lite av den ursprungliga kyrkobyggnaden. 1800 skadades tornet vid den då delvis färdiga kyrkan av ett blixtnedslag. 1871 försågs kyrkan med ny tornspira och tornur. Efter arkitekt Ludwig Petersons förslag erhöll kyrkan 1903–1904 sitt nuvarande utseende med långhuset förhöjt i mitten med en så kallad klerestorievåning. Kyrkan erhöll dessutom en ny sakristia, nya portaler och ingångar. Kyrkorummet som tidigare var av salkyrkotyp med tunnvalv förändrades till en treskeppig basilika. Mittskeppsmurarna (ovanför sidoskeppen) och triumfbågsväggen dekorerades med freskomålningar av kyrkomålaren Ludvig Frid från Skede socken.

## Inventarier[1]
- Dopfunt daterad till 1100-talet. Huggen av Bestiarius
- Krucifix från 1300-talet
- Altartavla med motiv Jesus i Getsemane målad  1816 av Johan Gustaf Sandberg
- Predikstol utförd 1954 med reliefer av Maj Starck
- Bänkinredning med dörrar mot mittgången

## Bildgalleri

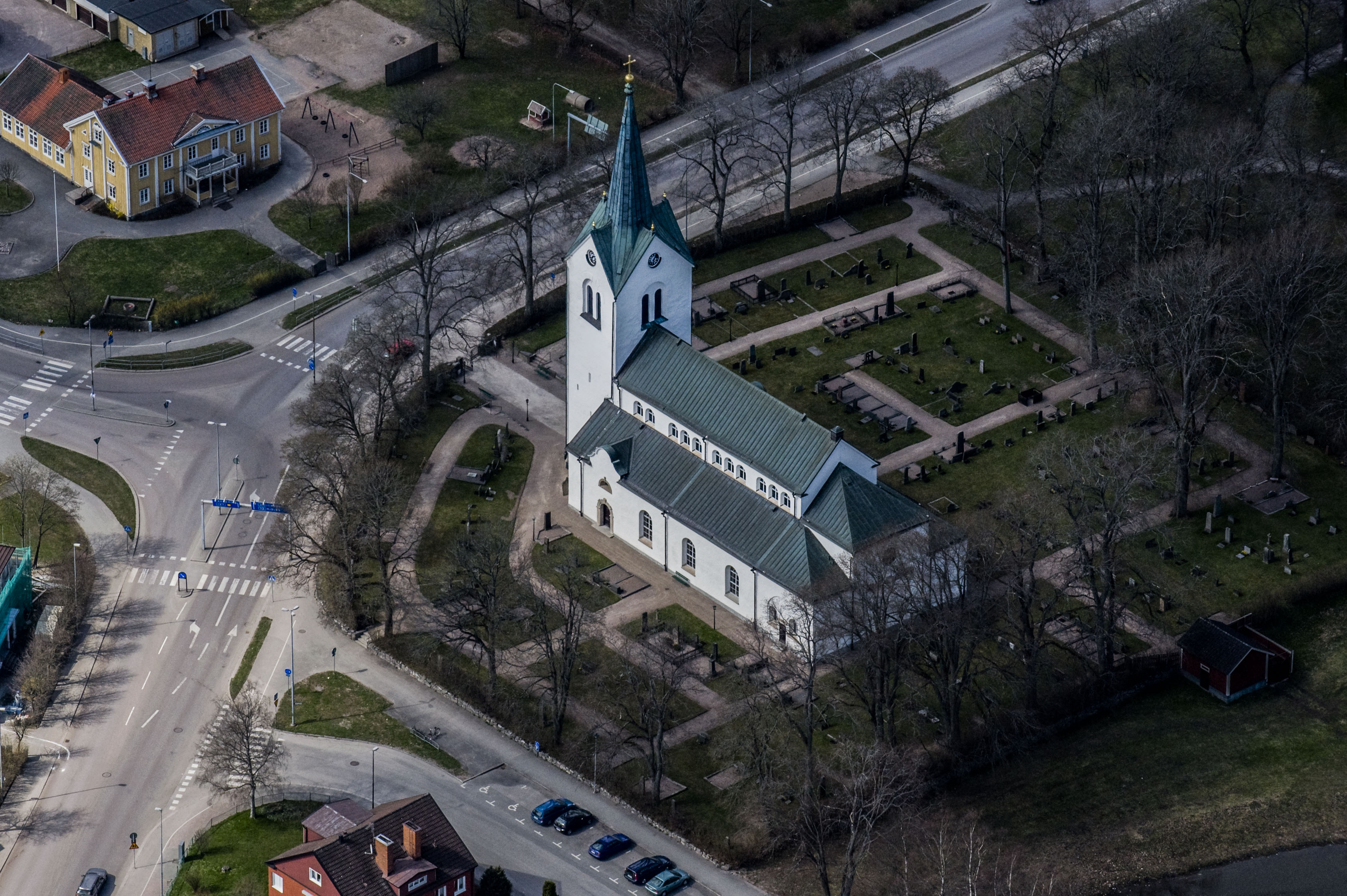
Kyrkan från ovan
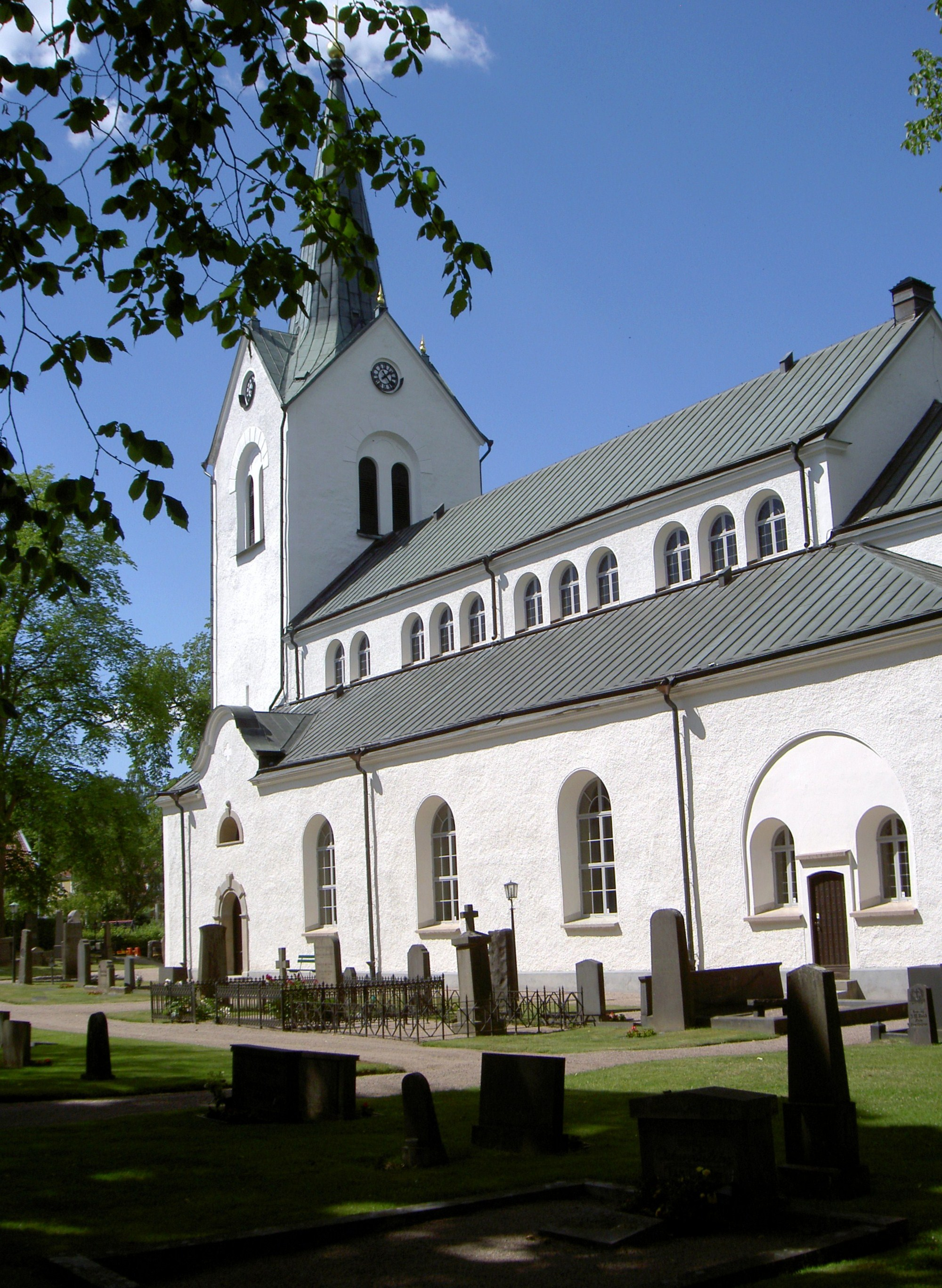
Exteriör från sydöst
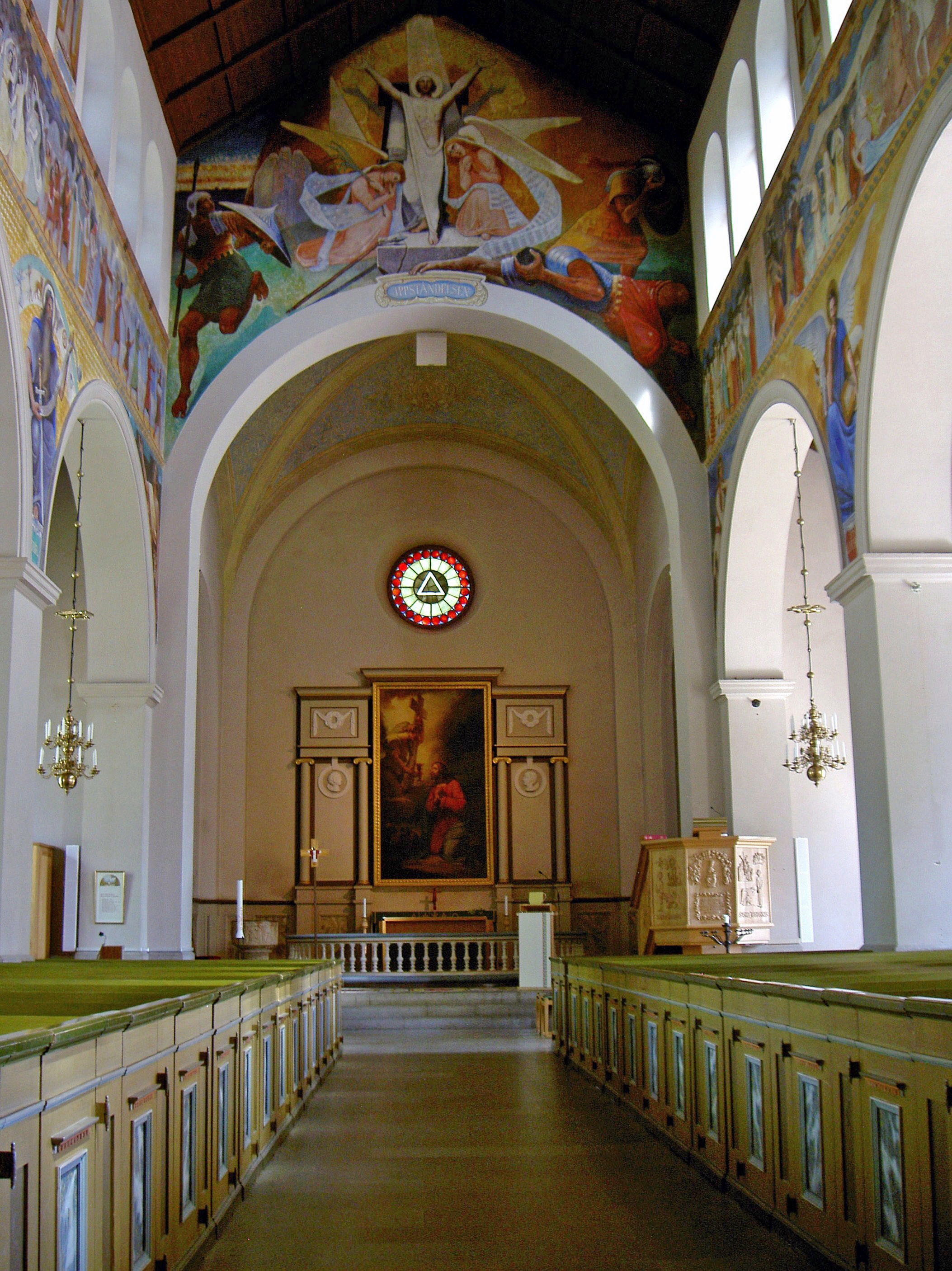
Interiör mot öster
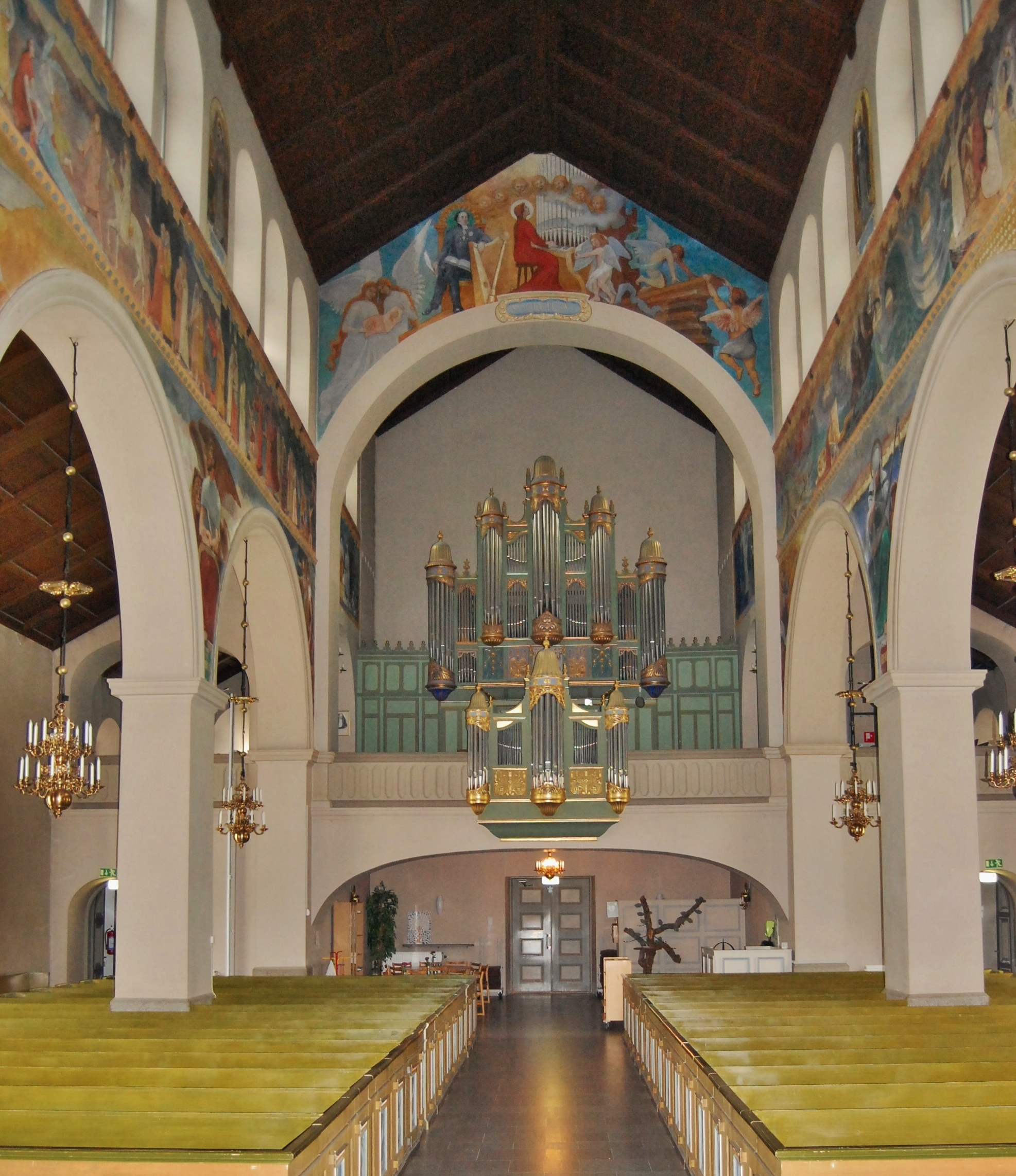
Mittskeppet med Ludvig Frids freskomålningar
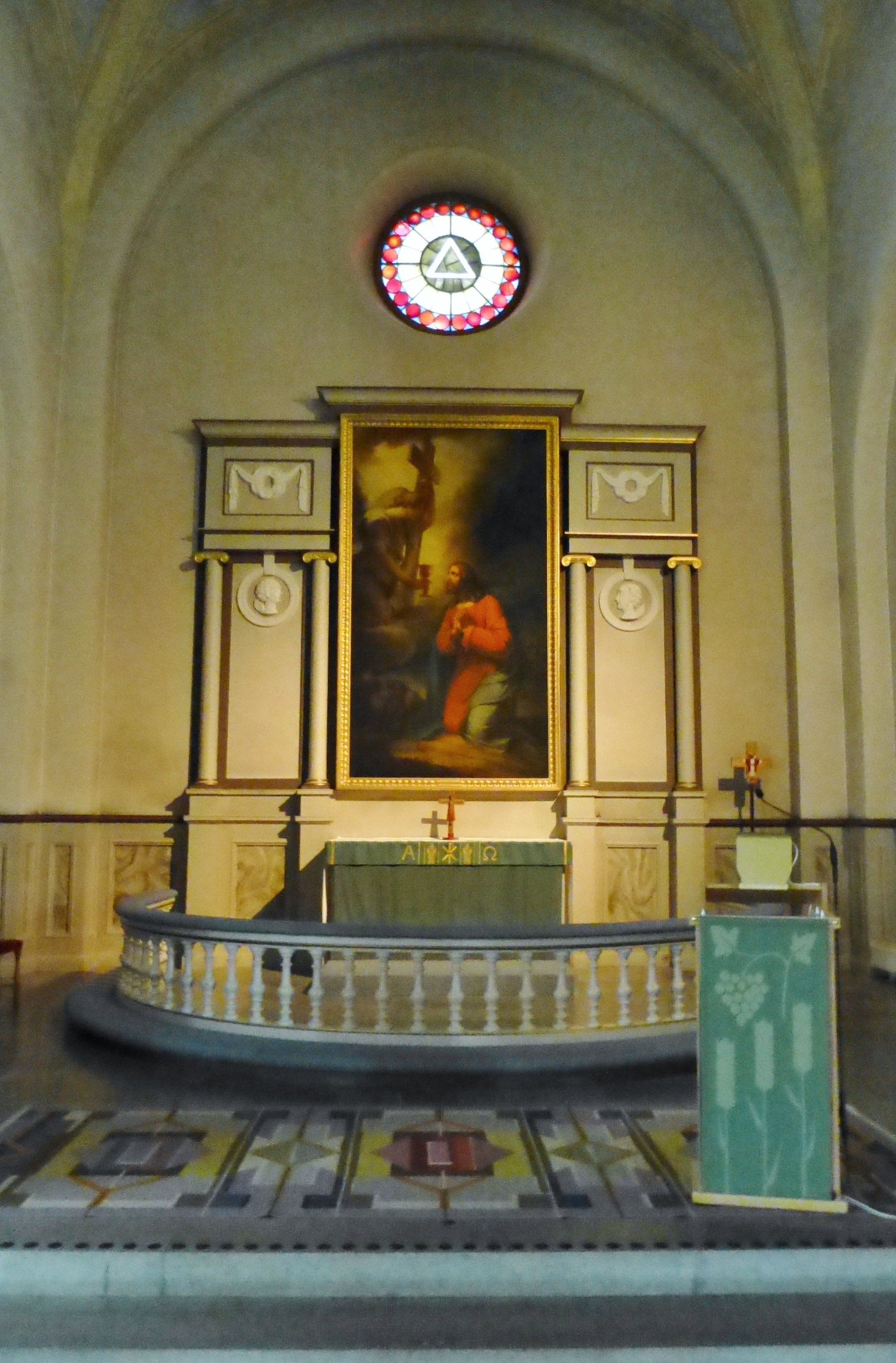
Koret
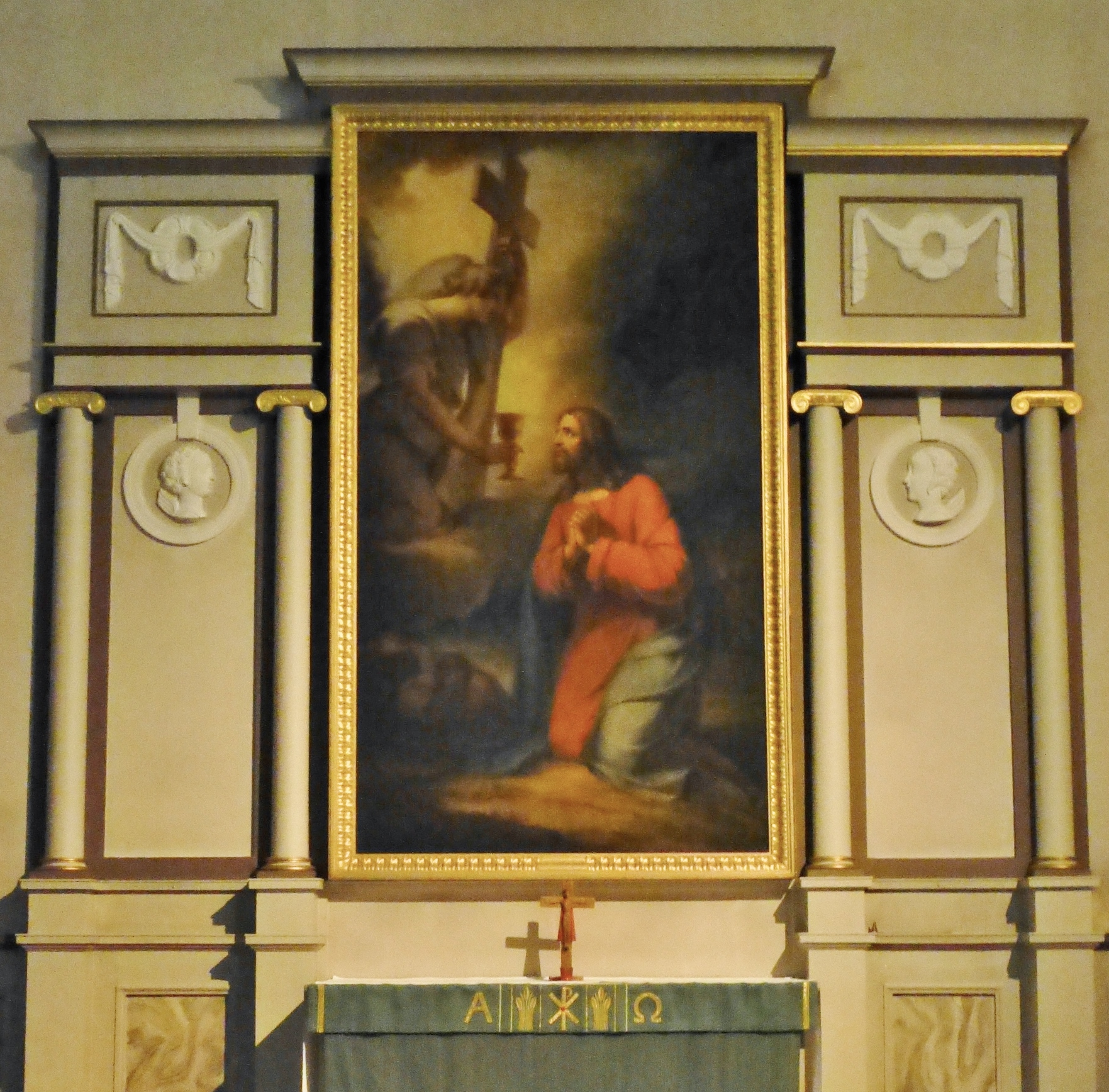
" Jesus i Getsemane "målad 1816 av J. G.Sandberg
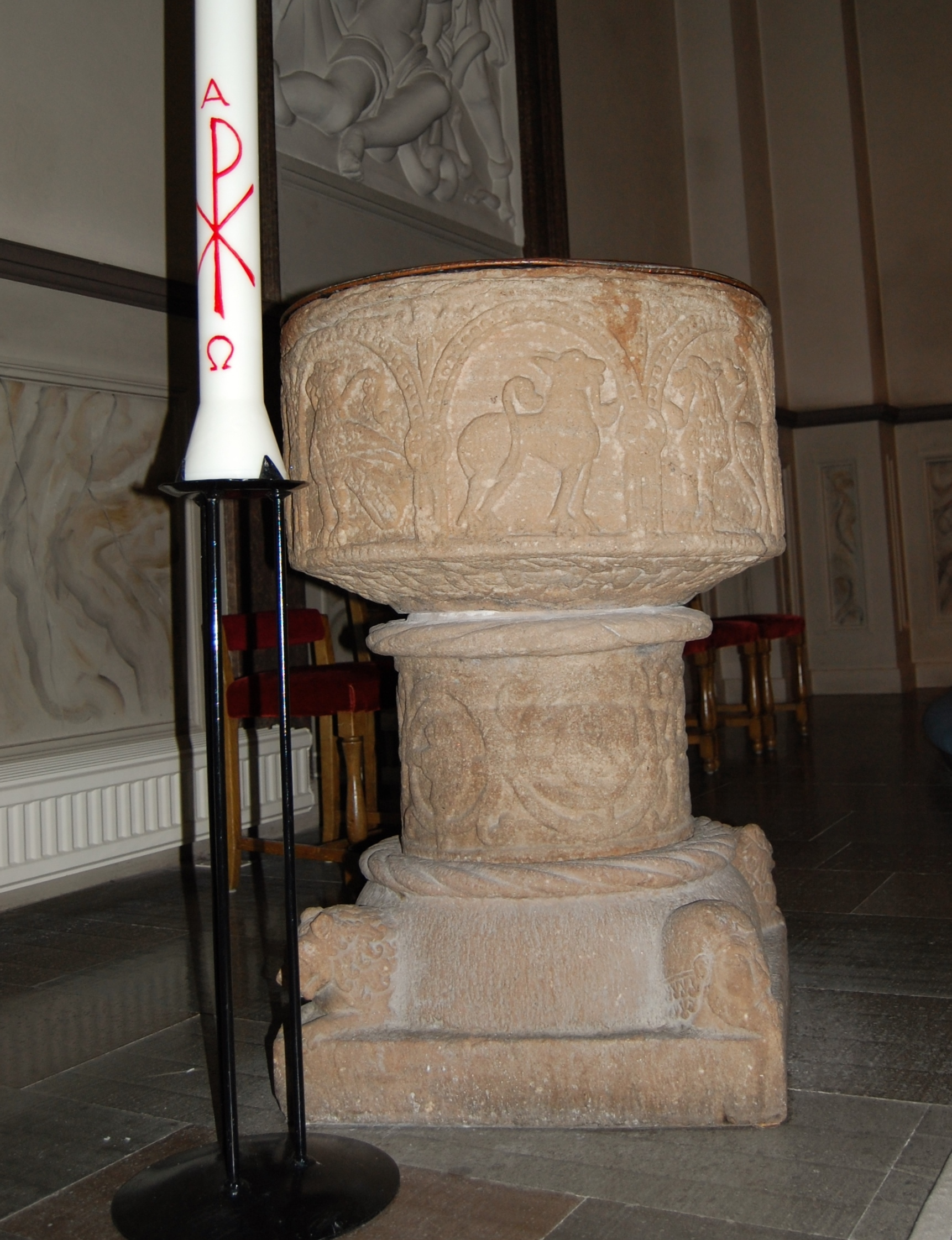
Medeltida dopfunt
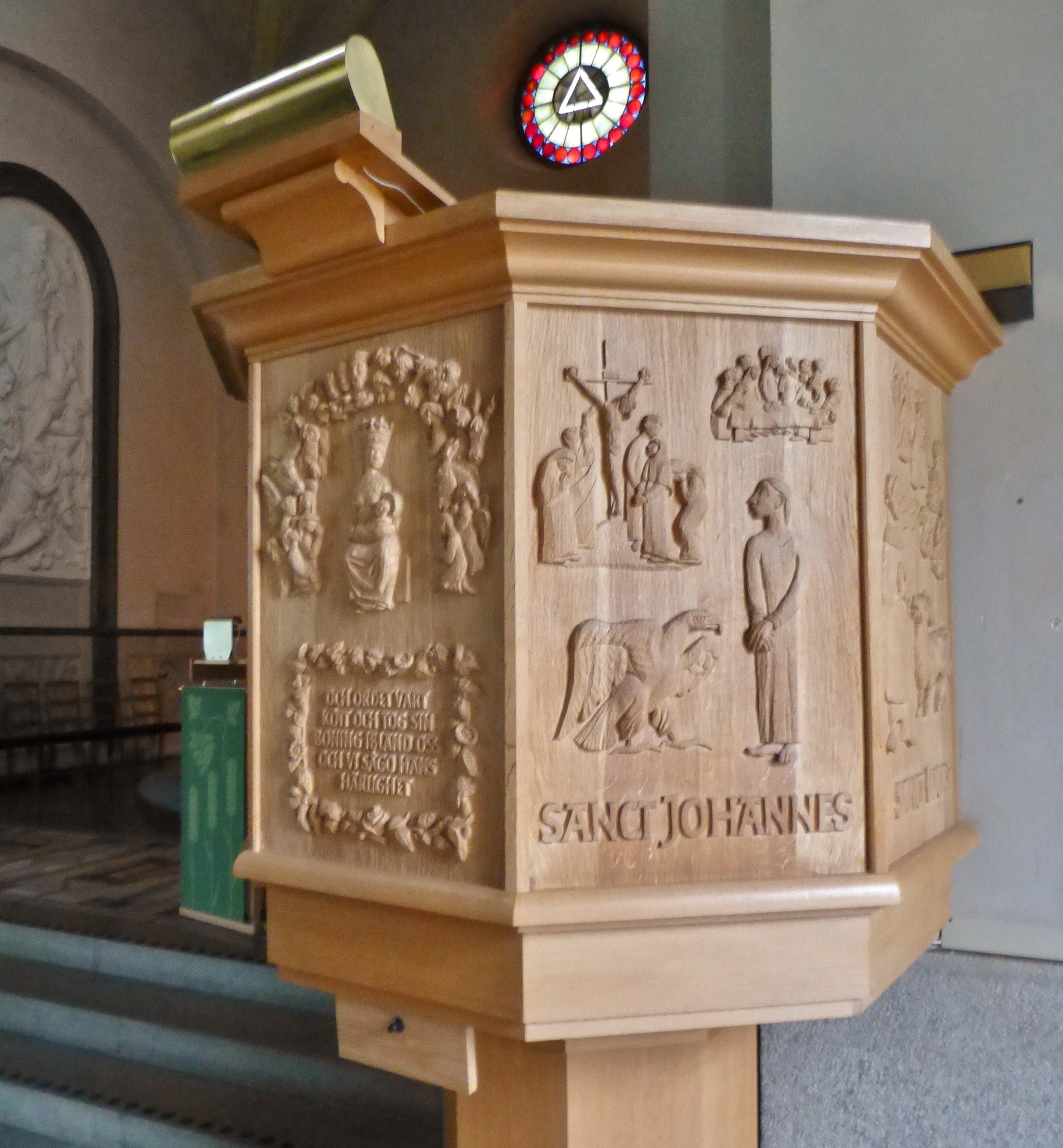
Predikstol med reliefer

### Bilder från Ludvig Frids freskomålningar

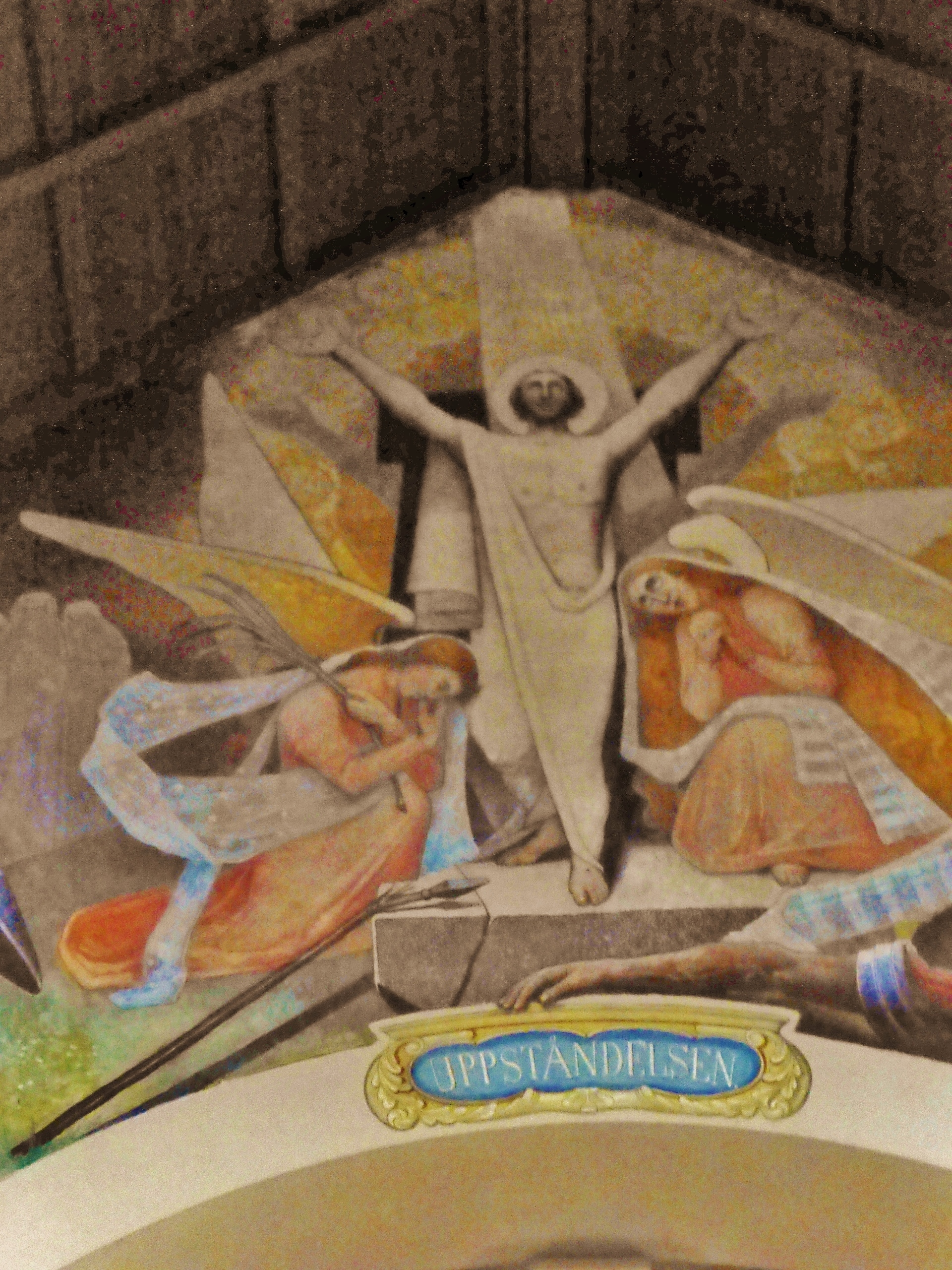
Kristi uppståndelse
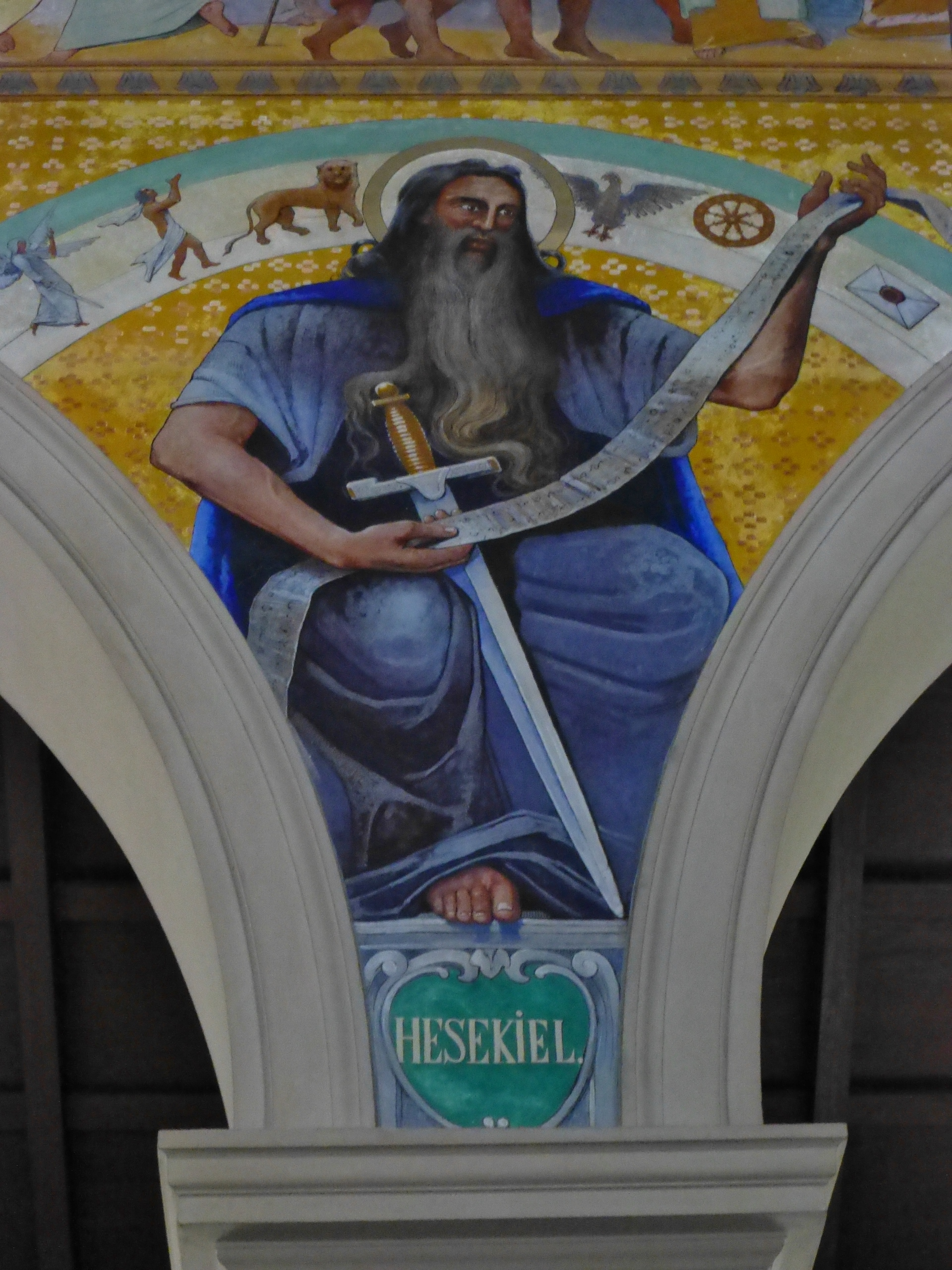
Profeten Hesekiel
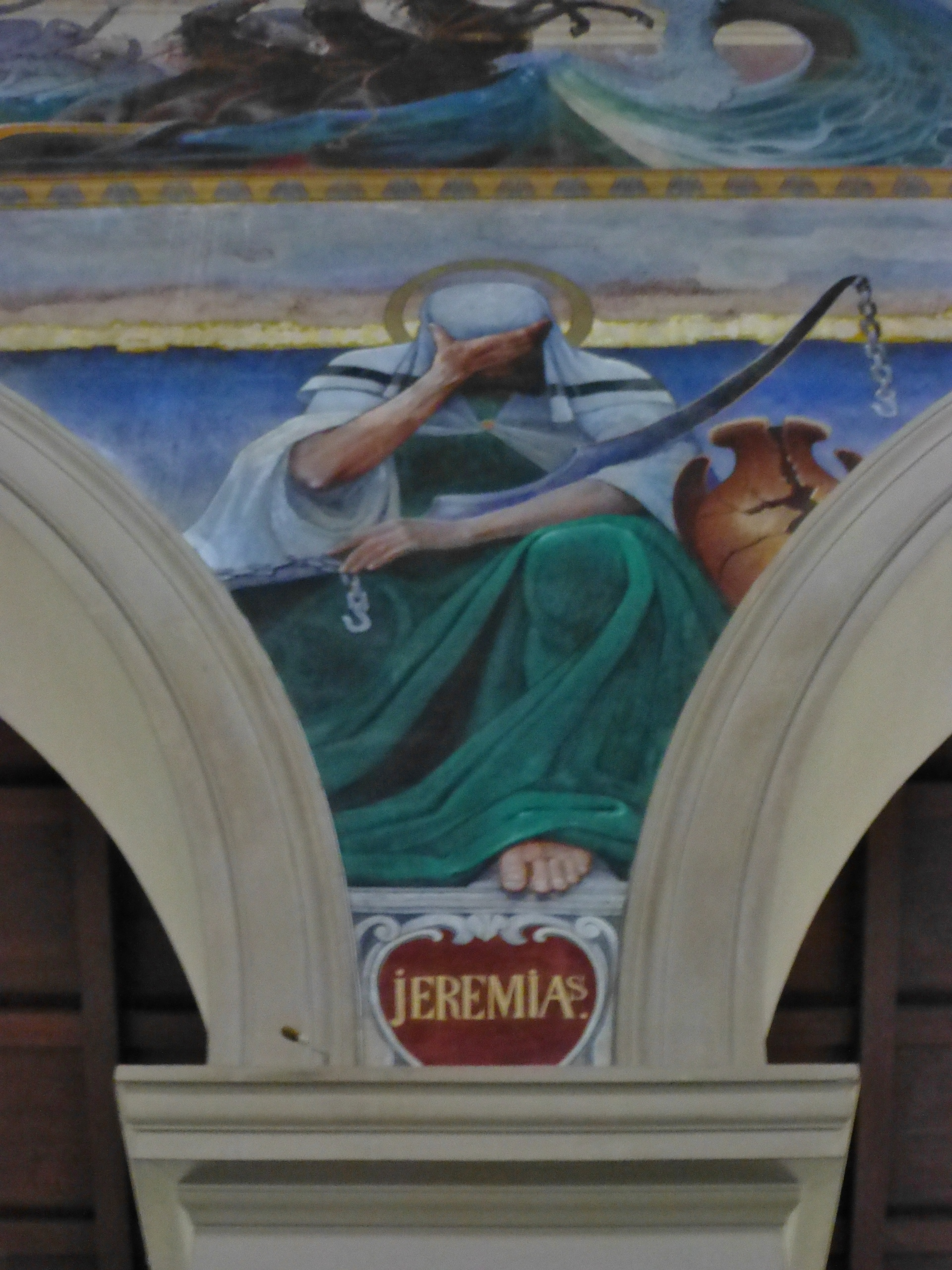
Profeten Jeremia
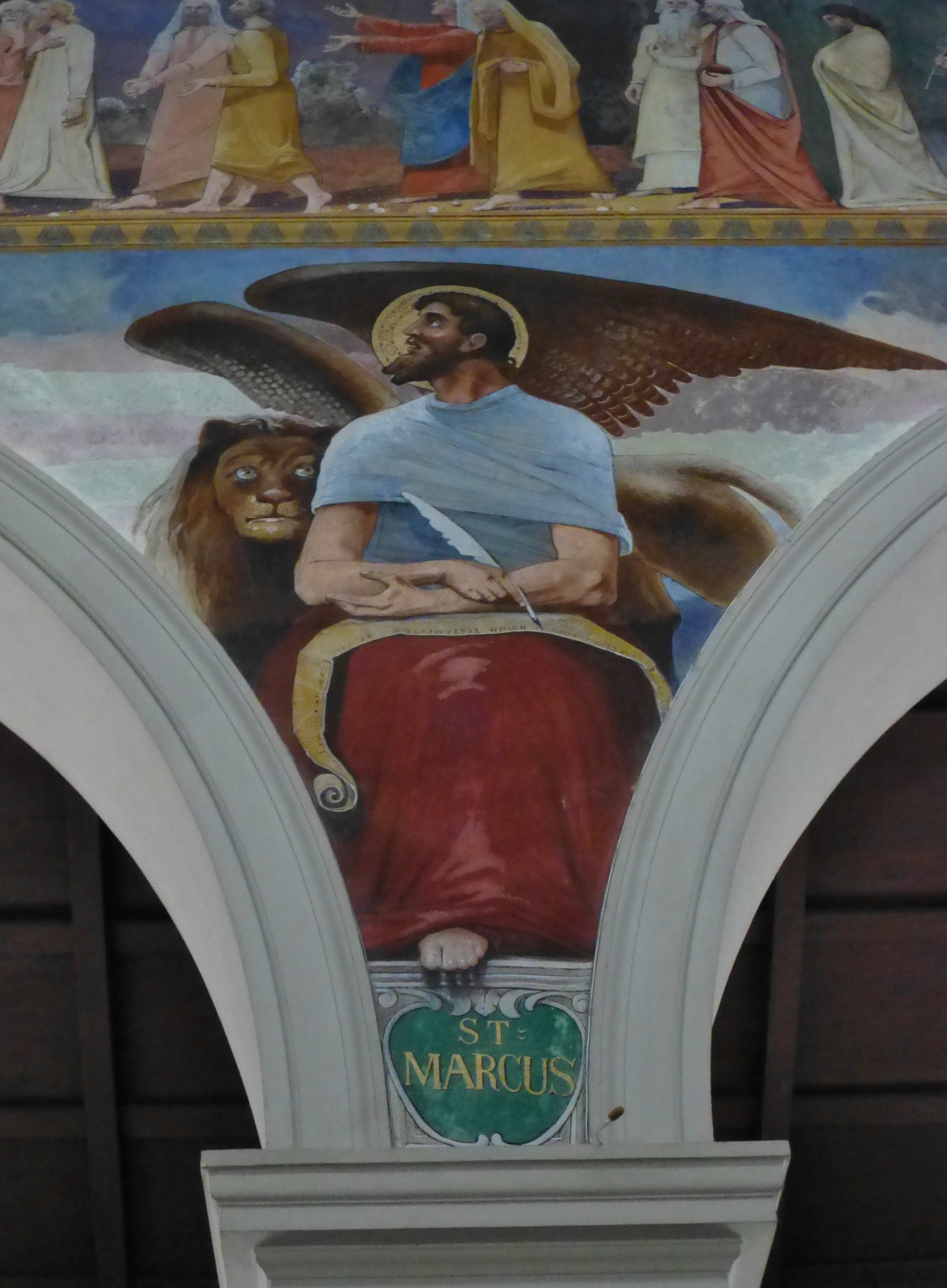
Evangelisten Markus
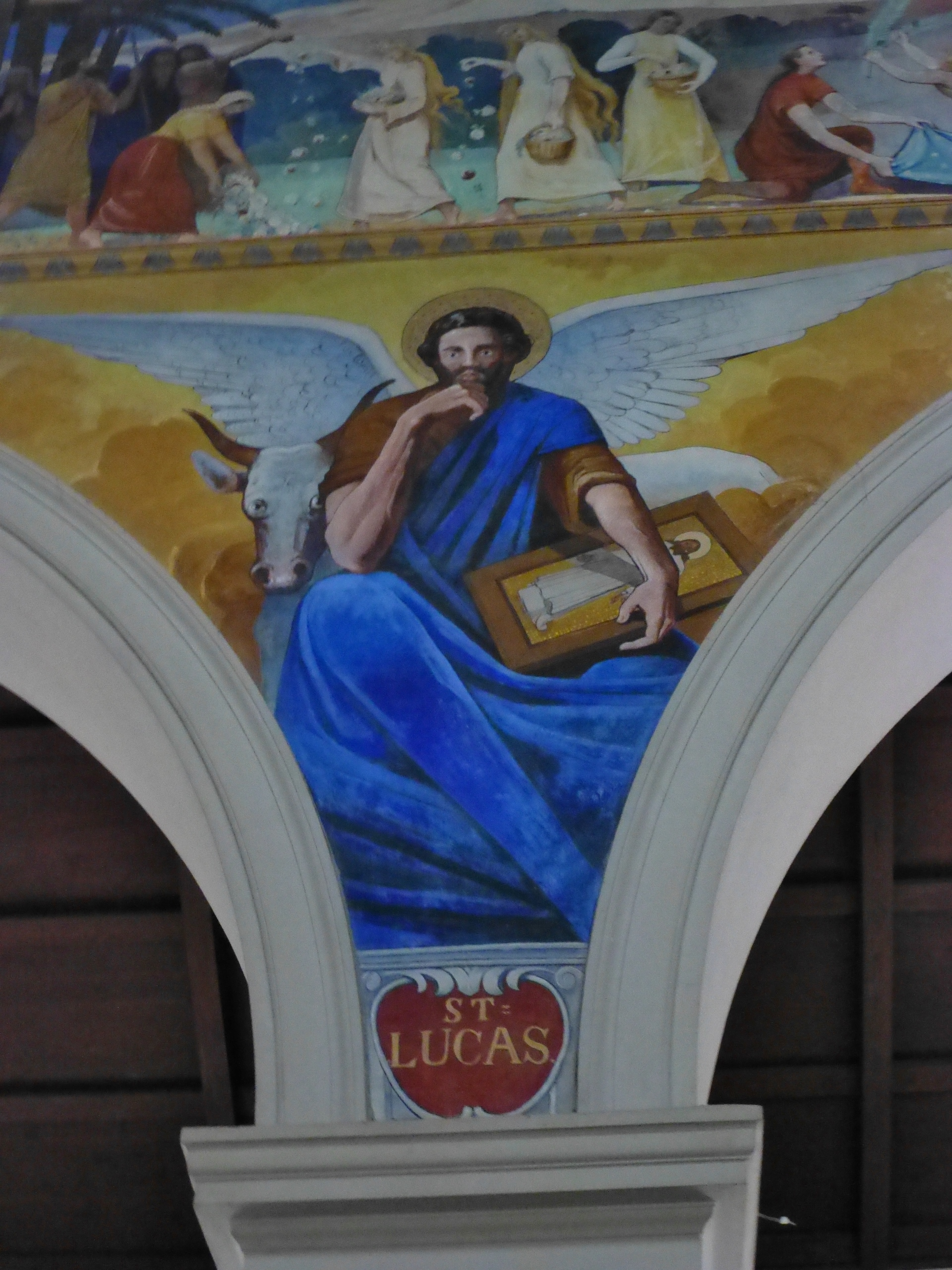
Evangelisten Lukas
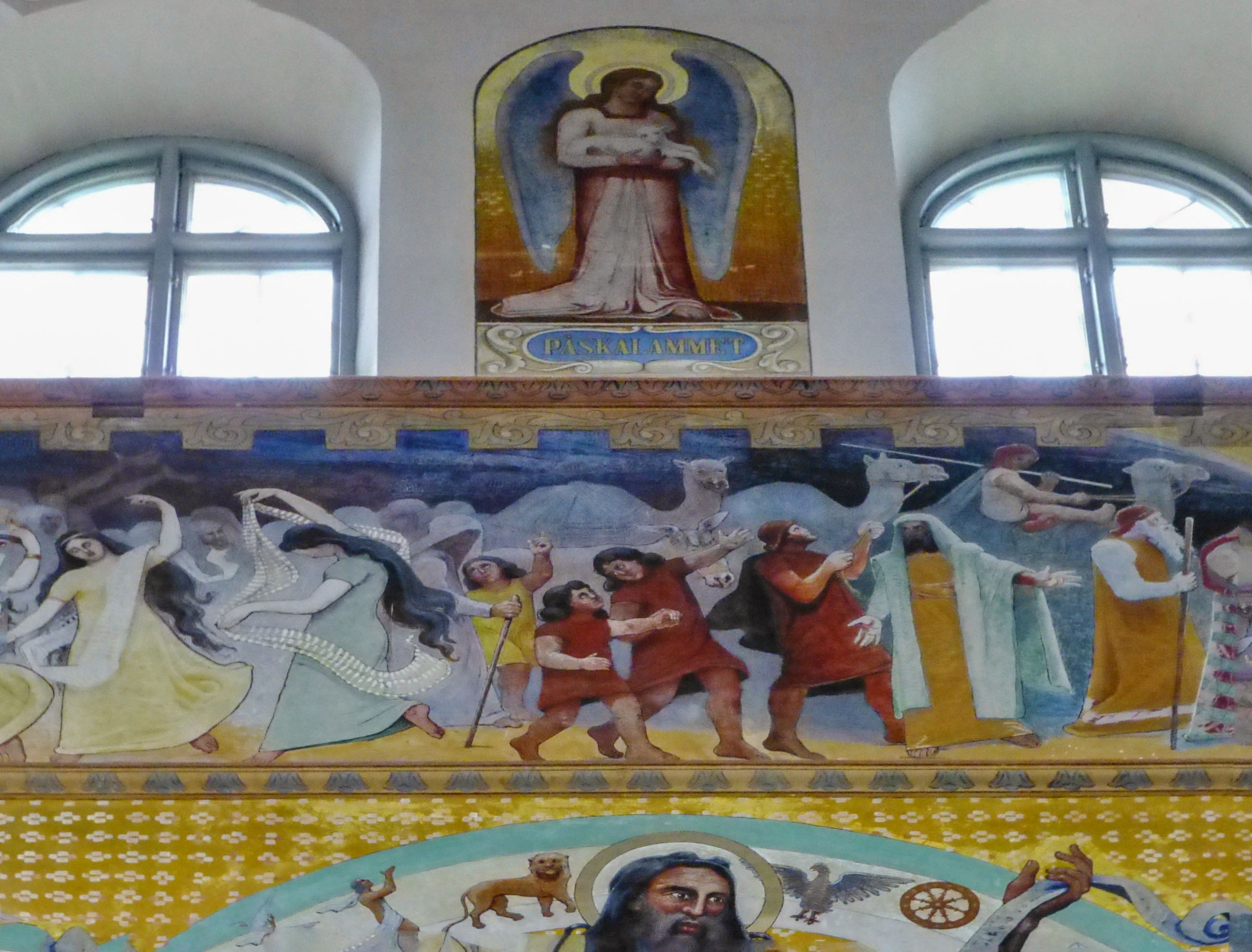
Israels folk på vandring

## Kyrkklockor
- 1806 göts storklockan av Jonas Magnus Fries i Jönköping.
- 1769 göts mellanklockan av Elias Fries Thoresson i Jönköping.
- 1940 göts lillklockan av M. & E. Ohlssons klockgjuteri i Ystad.

## Orglar

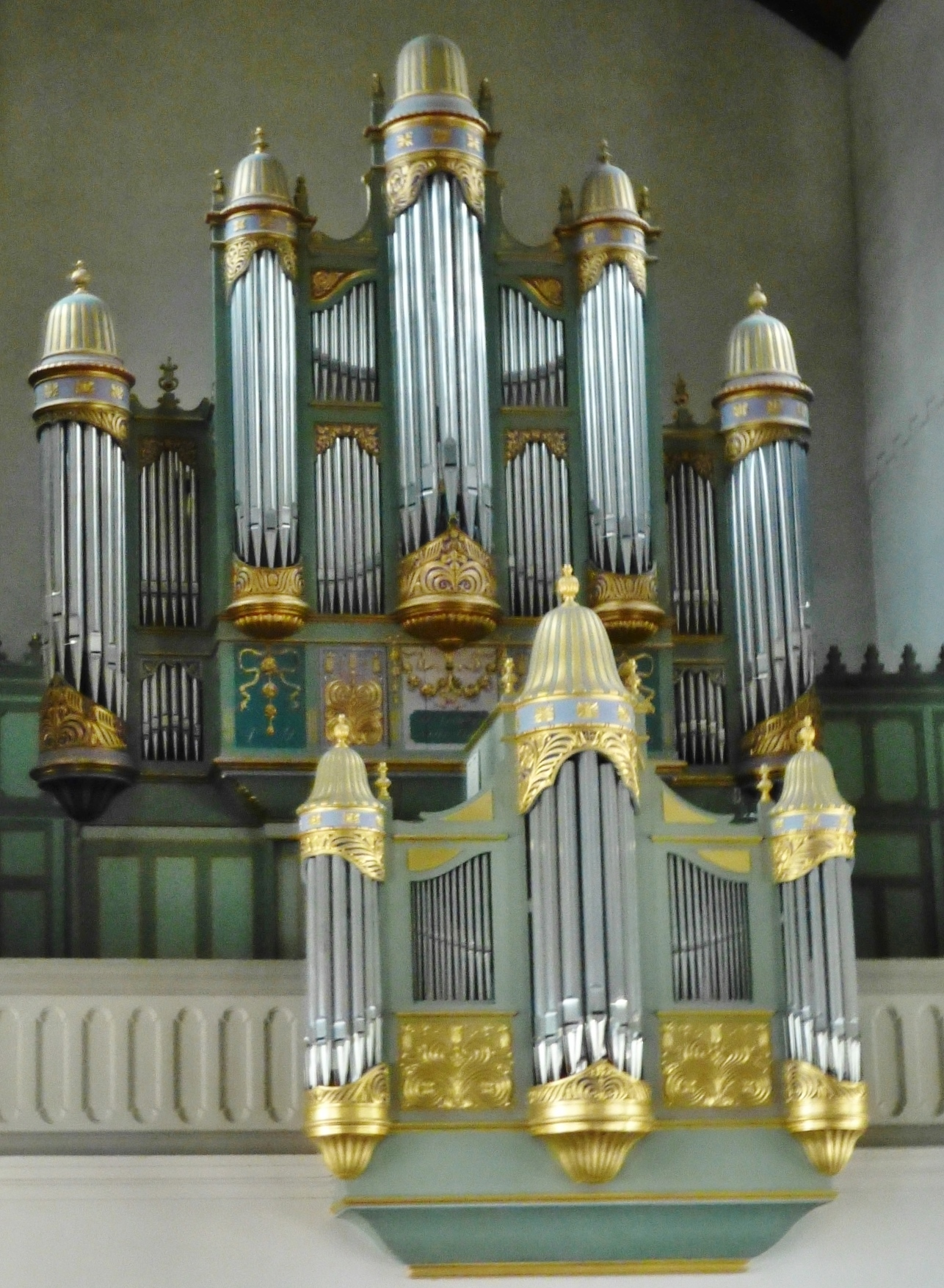
Orgeln

- Den första orgeln i den nyuppförda kyrkan var byggd av Nils Ahlstrand med fasad efter ritning 1825/1826 av Carl-Gustaf Blom-Carlsson. Orgeln hade 11 stämmor.
- Denna ersattes vid ombyggnaden 1903-1904 av en ny orgel byggd av Salomon Molander med 19 stämmor.
- 1946-1947 byggs orgeln om av A Mårtenssons Orgelfabrik AB, Lund och får då 33 stämmor. Ett ryggpositiv byggs.
- 1980 byggde Poul-Gerhard Andersen's Orgelbyggeri, Köpenhamn ett nytt orgelverk med fyra manualer och pedal. Manual IV är en koppelmanual utan eget pipverk, permanent kopplad till manual I och III. Orgeln har mekanisk traktur och registratur för manualverken. Pedalen har elektrisk registratur med 3 fria kombinationer. Fasaden är från 1905 års orgel och ryggpositivets fasad är från 1947 års orgel.

| Positiv I         | Huvudverk/Ryggpositiv II | Svällverk III           | Pedal          | Koppel |
| Rørgedackt 8’     | Principal 8’             | Gedakt 16’              | Principal 16’  | I/P    |
| Principal 4’      | Blokfløjt 8’             | Italiensk Fløjte 8’     | Subbas 16’     | II/P   |
| Kobbelfløjt 4’    | Oktav 4’                 | Gamba 8’                | Principal 8’   | III/P  |
| Spillfløjt 2’     | Nasat 2 2⁄3’             | Céleste 8’              | Gedakt 8’      | I/II   |
| Nasat 1 1⁄3’      | Oktav 2’                 | Traversfløjte 4’        | Oktavfløjte 4’ | III/II |
| Scharf III ch     | Terts 1 3⁄5’             | Gemshorn 2’             | Mixtur IV ch   |        |
| Cromorne 8'       | Mixtur IV ch             | Sesquialtera II ch      | Basun 16'      |        |
| Vox Humana 8'     | Trompet 8’               | Mixtur IV ch            | Trompet 8'     |        |
| Tremulant         |                          | Trompette harmonique 8’ | Trompet 4'     |        |
| Crescendosvällare |                          | Obo 8'                  |                |        |
|                   |                          | Clairon 4’              |                |        |
|                   |                          | Crescendosvällare       |                |        |

### Kororgel
Kyrkan försågs 1960 med en kororgel utförd av Olof Hammarberg, Göteborg. Orgeln är mekanisk.
| Manual        | Pedal   |
| Gedakt 8’     | Bihängd |
| Rörflöjt 4’   |         |
| Principal 2’  |         |
| Nasat 1 1⁄3’  |         |
| Mixtur 1 chor |         |

### Diskografi
Inspelningar av musik framförd på kyrkans orglar.
- Fredrik Albertsson spelar verk av: F. Mendelssohn, J.S. Bach, K. Wiklander, C. Franck, J. Jongen. CD. FACD 200110. 2001.